# Діско (острів)
Острів Діско (англ. Disko Island, гренл. Qeqertarsuaq, дан. Diskoøen) — великий острів біля західного узбережжя Гренландії. Розташований у Гренландській комуні Каасуїтсуп. Належить Данії. Ґренландська назва Qeqertarsuaq в перекладі означає — Великий острів (від Qeqertaq — острів).

## Географія
Острів знаходиться в морі Баффіна у крайній північній частині Атлантичного океану на межі з Північним Льодовитим океаном, розташовується біля центральної частини західного узбережжя острова Гренландія, за 12 км на захід від його півострова Нууссуак та відділений від нього протокою Суллорсуак. Простягся з північного заходу на південний схід на 160 км (за іншими даними 132 км), при максимальній ширині близько 100 км. Має площу — 8,578 км² (85-те місце у світі), за іншими даними його площа становить 8,612 км², що робить його другим за величиною островом Гренландії (після головного острова Гренландія). Середня висота над рівнем моря — 975 м, найвища вершина 1919 м. Острів являє собою головним чином базальтове плато, західне узбережжя сильно розчленоване затоками (фіордами).
Близько 20 % території острова покрито льодовиками. На південному узбережжі розташоване портове містечко Кекертарсуак (Годхавн) — 845 осіб (2013). Місто є адміністративним центром однойменного муніципалітету Західної Гренландії. Присутні родовища бурого вугілля та залізної руди.
Населення острова Діско у 2005 році становило 1100 осіб.

## Історія
Острів Діско вперше був виявлений ісландським вікінгом норвезького походження Еріком Рудим Торвальдсоном між 982 та 985 роками, і використовувався для полювання та рибної ловлі.
На стоянці Кекертасуссук (Qeqertasussuk) культури Саккак знайшли гребінець з волоссям, аналіз ДНК якого показав, що люди цієї культури не були генетично споріднені з жодною етнічною групою, що нині проживає на острові, а є далекими родичами чукчів та коряків, які проживають в північно-східному Сибіру.

## Галерея

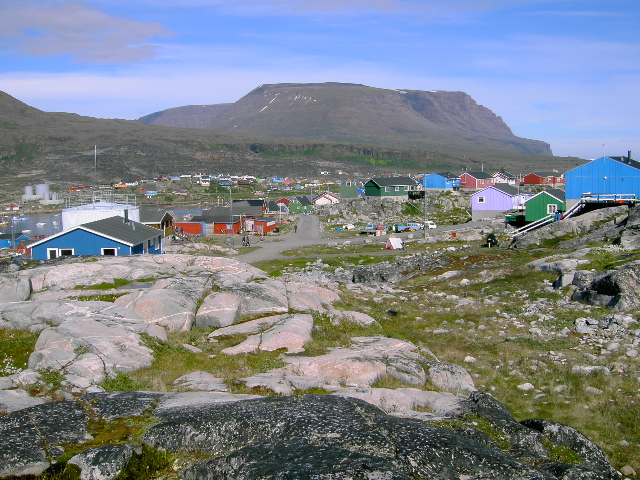
Місто Кекертарсуак
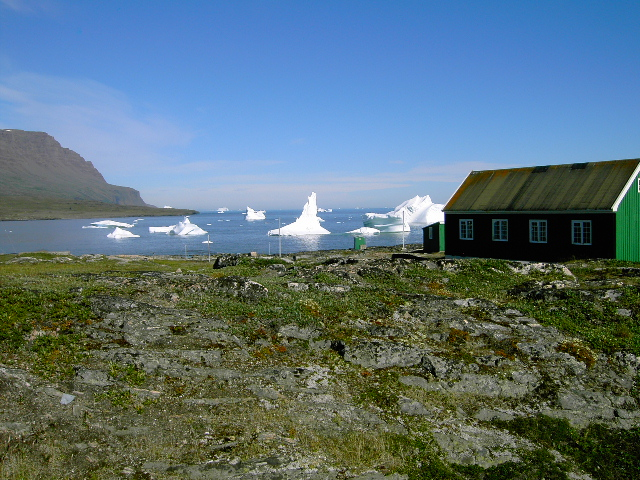
Айсберги біля острова
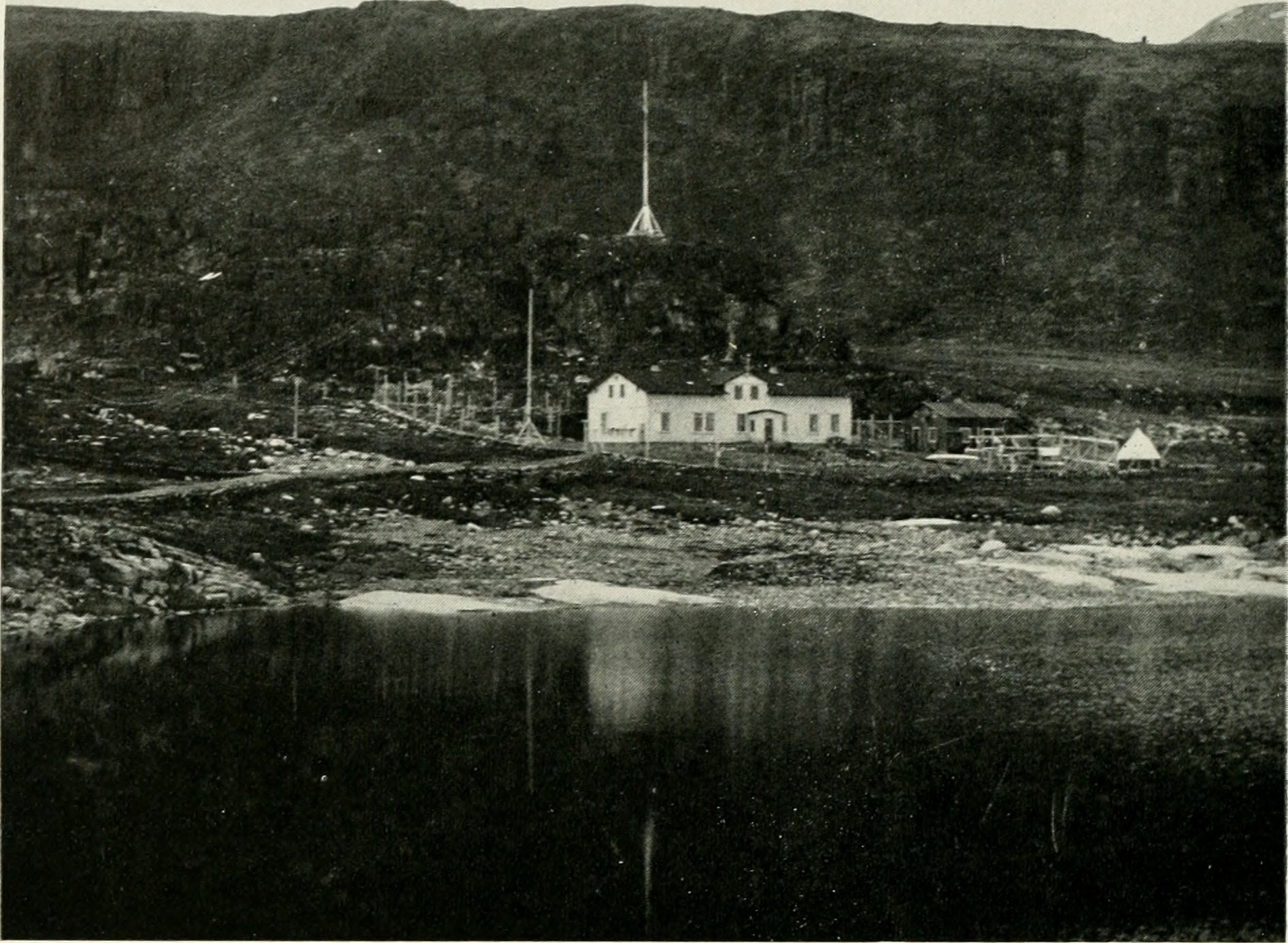
Острів 1918 рік